# Euphorbia holochlorina
Euphorbia holochlorina är en törelväxtart som beskrevs av Carlos Toledo Rizzini. Euphorbia holochlorina ingår i släktet törlar, och familjen törelväxter. Inga underarter finns listade i Catalogue of Life.